# Elocució
Elocució és l'estudi de la parla formal respecte la pronunciació, la gramàtica, l'estil i el to.

## Història
En la retòrica occidental clàssica, l'elocució va ser una de les cinc disciplines fonamentals de la pronunciació, amb atenció no només a la dicció adequada, sino també a l'ús dels gestos i l'èmfasi.
L'elocució va sorgir com una disciplina formal al segle xviii amb William Enfield, l'actor Thomas Sheridan i el seu fill Richard Brinsley Sheridan. Un altre actor, John Walker, publicà Elements of Elocution el 1781.
A principis del segle xix l'elocució esdevingué una disciplina científica amb James Rush i la seva The Philosophy of the Human Voice (1827) i Richard Whately i els seus Elements of Rhetoric (1828), més tard amb Alexander Melville Bell i A New Elucidation of Principles of Elocution (1849) and Visible Speech (1867).

## Principis de l'elocució
I. Articulació
II. Inflecccions
III. Accent i Èmfasi
IV. Instrucccions per a la lectura de versos
V. La Veu
VI. Els Gestos